# Ocaria
Ocaria là một chi bướm ngày thuộc họ Lycaenidae.